# Sapotalin
Sapotalin (systematický název 1,2,7-trimethylnaftalen) je kapalný bezbarvý polyaromatický uhlovodík štiplavého zápachu, s dvěma benzenovými jádry, v podstatě trimethylderivát naftalenu. Hoří žlutým plamenem. Je zdraví škodlivý.